# Parafia Aniołów Stróżów w Gostomi
Parafia Aniołów Stróżów w Gostomi – parafia rzymskokatolicka w metropolii katowickiej, diecezji opolskiej, dekanacie Biała.

## Historia parafii
Parafia wymieniona została już w 1335 w rejestrze dziesięcin. Kościół parafialny z XVIII wieku. Parafia liczy 306 wiernych. Istnieje własny cmentarz przy kościele.